# Белруп
Белруп (фр. Belrupt) је насељено место у Француској у региону Лорена, у департману Вогези.
По подацима из 2011. године у општини је живело 107 становника, а густина насељености је износила 11,71 становника/km².

## Демографија
| 1962. | 1968. | 1975. | 1982. | 1990. | 2011. |
| ----- | ----- | ----- | ----- | ----- | ----- |
| 146   | 136   | 113   | 103   | 116   | 107   |